# Pearl Harbor (marinebasis)

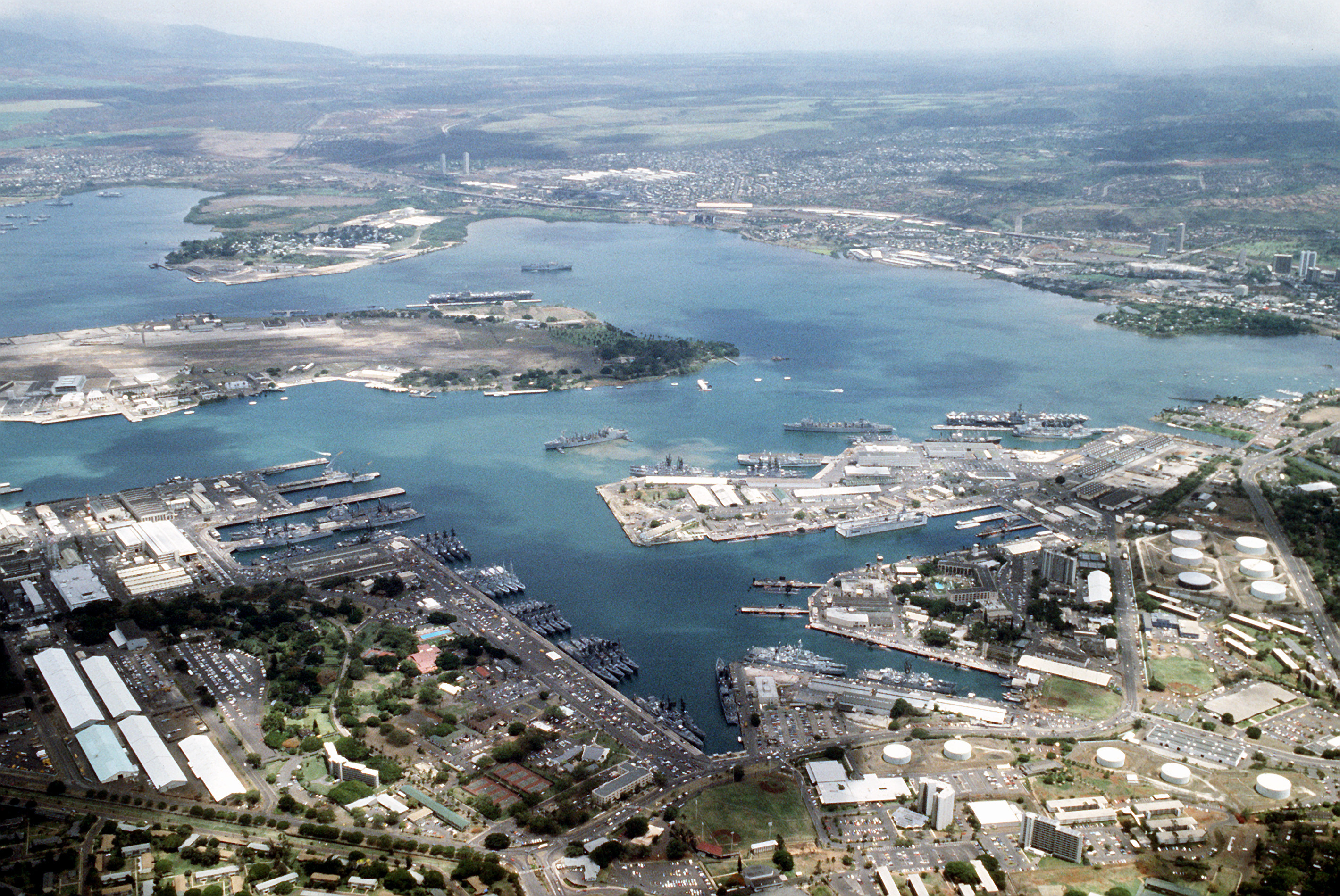
Pearl Harbor

Pearl Harbor (letterlijk "Parelhaven") is een Amerikaanse marinebasis op Oahu, een eiland behorende bij de Hawaï-archipel, ca. 11 kilometer ten westen van Honolulu. In 2010 werd de marinebasis samengevoegd met de aangrenzende vliegbasis Hickam Air Force Base tot de Joint Base Pearl Harbor-Hickam.
Toen de Japanse regering besloot dat een oorlog met de VS onvermijdelijk was, werkte admiraal Isoroku Yamamoto een plan uit (zie aanval op Pearl Harbor) om de Amerikaanse marine in de Stille Oceaan uit te schakelen. Deze aanval op 7 december 1941 betrok de VS in de Tweede Wereldoorlog.
In december 2016 bezocht de Japanse premier Shinzo Abe, als eerste Japanse regeringsleider samen met president Barack Obama, de marinebasis. De basis was 75 jaar geleden doelwit van een Japanse aanval. Het sluit aan bij het bezoek dat Obama als eerste Amerikaanse president bracht aan Hiroshima in mei 2016, de stad waarboven de Verenigde Staten op 6 augustus 1945 de eerste atoombom afwierpen, de opmaat tot de Japanse capitulatie.